# Дворф
Дворфи, також карлики (англ. Dwarves) — вигадана раса популярної рольової системи Dungeons & Dragons і сеттинга Забуті  Королівства.
У багатьох книгах та ігрових сеттингах, заснованих на архетипах рольової системи Dungeons & Dragons, на кшталт Forgotten Realms, Dragonlance чи WarCraft, існує різниця між расами гном (англ. gnome) та дворф (англ. dwarf). Зазвичай за відсутності важливих сюжетних перешкод обох перекладають як «гном». У тих випадках, коли відмінність необхідно підкреслити перекладом (наприклад, в Шаннарі Террі Брукса, де ці народи ворогують), зазвичай вдаються до неологізму «дворф» або «дварф». Існують також переклади, де dwarf перекладено як «гном», у той час як gnomes навмисно викривлено транскрибовані як «гнуми» або названі інакше (карлики, гномики, лепрекони, ліліпути), і такі, де дворфи названі карликами, а власне гноми — гномами.

## Загальна інформація
Дворфи — низький, кремезний народ, їх легко впізнати за розміром та поставою. В середньому вони від 4 до 4 1/2 футів на зріст (1,2-1,4 метра). У них рум'яні щоки, темні очі та темне волосся. Дворфи можуть жити понад 400 років. Зазвичай дворфи похмурі та небалакучі. Вони захоплюються тяжкою роботою, і їх мало турбує гумор. Вони сильні та хоробрі. Вони люблять пиво, ель, мед та міцніші напої. Їхнє головне вподобання, однак, дорогоцінні метали, зокрема золото і міфріл. Вони цінують самоцвіти, особливо алмази, і непрозоре каміння (крім перлин). Вони не дуже люблять ельфів, і відчувають люту ненависть до орків та гоблінів.

## Расові особливості
- Середній зріст: 4-4,5 футів
- Характеристики: +2 Статура, −2 Харизма
- Зір: Темновидіння до 60 футів.
- Мови: Загальна, Дворфійська
- Бонуси вмінь: +2 Знання підземель, +2 расовий бонус до рятівників проти отрути, +2 бонус до рятівників проти заклинань
- Дворфійське володіння зброєю: вміння поводитися з дворфійськими бойовими сокирами

## Відмінності
Відмінності між двома поняттями невеликі, але постійні:
Dwarf — істота невеликого зросту, кремезна і дуже сильна, у чоловіків, як правило, густі бороди. Народ дворфів живе зазвичай у горах (під горами). Славить та славиться ковальською майстерністю та бойовим мистецтвом. Таких істот найчастіше зображують у вигляді низькорослих вікінгів. Їм також приписують володіння рунною магією.
Gnome — дуже маленька істота, іноді бородатий або з вусами. Гноми живуть глибоко в підземеллях, де збирають скарби. У багатьох світах з елементами стимпанка, гноми зображуються талановитими інженерами-техніками, що створюють складні механізми, порох і зброю, дирижаблі або навіть гелікоптери. А також винахідниками дзеркал, у тому числі чарівних. Один з перших прикладів таких гномів — гноми-механіки Крінна (Dragonlance) і Лантана (Forgotten Realms). Також ці гноми можуть володіти магією чарівників та чаклунів, іноді зображувані як лісові маги.
Ці відмінності сягають корінням не так у міфологію, як у рольову систему Dungeons & Dragons, де народи описані саме таким чином.